# Der Wüstenfalke
Der Wüstenfalke (Originaltitel: The Desert Hawk) ist ein US-amerikanischer Abenteuerfilm aus dem Jahr 1950 von Frederick de Cordova mit Yvonne De Carlo und Richard Greene in den Hauptrollen. Der Film wurde von Universal-International Pictures produziert und basiert auf Motiven der Geschichten aus Tausendundeiner Nacht.

## Handlung
Persien vor 2.000 Jahren. Omar bekämpft als Wüstenfalke den tyrannischen Prinz Murad, der die Prinzessin Scheherazade, Tochter des Kalifen von Bagdad, heiraten will. Omar sieht in dieser Verbindung eine große Gefahr und will die Hochzeit verhindern. Er verkleidet sich als Murads Familienmitglied und sucht mit seinen Freunden Sindbad und Aladin das Lager der Prinzessin auf, die zur Hochzeit mit Murad reist. Sindbad und Aladin betrügen die Wachen beim Glücksspiel. Der charmante Omar umgarnt die Prinzessin und überzeugt sie, ihn an Stelle von Murad zu heiraten.
Als Scheherazade am nächsten Morgen erwacht, ist Omar verschwunden, ihre Wachen bewusstlos und ihre Mitgift gestohlen. Murad kommt ins Lager, womit Omars List enthüllt wird. Die wütende Prinzessin fordert von Murad Omars Kopf. Murad hat jedoch andere Pläne. Er beauftragt den Assassinenführer Kibar, Scheherazade zu ermorden. Als Mörder soll der Wüstenfalke gelten. Kibar beauftragt seine Männer, die Prinzessin nur scheinbar zu töten und stattdessen zu ihm zu bringen. Die Assassinen, gekleidet wie Omar und seine Männer, greifen das Lager an. Scheherazade tauscht mit ihrer Dienerin Yasmin die Kleidung. Die Assassinen nehmen jedoch alle Frauen gefangen. Als Murad von Kibars Betrug erfährt, schickt er nach dem Kalifen.
Kibar hält Yasmin für die Prinzessin und lässt Scheherazade und deren zweite Dienerin Maznah zum Sklavenmarkt bringen. Dort werden sie von Omar gekauft. Zwar können Omar, seine Männer und die Frauen zuerst entkommen, doch können Kibars Männer Sindbad und die Frauen gefangen nehmen. Mittlerweile sind Murad und der Kalif auf dem Weg zu Kibars Palast. Omar und Aladin schleichen sich in den Palast und befreien die Frauen. Als Murad und der Kalif ankommen, wird Kibar von Murad getötet. Scheherazade erzählt ihrem Vater von Murads Plänen, woraufhin Omar Murad in einem Schwertkampf tötet. Anstelle einer Belohnung wird Omar auf Scheherazades Befehl hin festgenommen. Die Prinzessin erklärt ihm, dass er von nun an der Prinz von Teheran sei und sie als seine Frau an seiner Seite stehe.

## Produktion

### Hintergrund
Gedreht wurde der Film vom 23. März bis zum 4. Mai 1950 in den Universal-Studios in Universal City.

### Stab
Bernard Herzbrun und Emrich Nicholson waren die Art Directors, John P. Austin und Russell A. Gausman die Szenenbildner, Bill Thomas der Kostümbildner. Leslie I. Carey und Corson Jowett waren für den Ton verantwortlich, Bud Westmore und Ray Romero für das Make-up.

### Besetzung
In kleinen nicht im Abspann erwähnten Nebenrollen traten Michael Ansara, Jan Arvan, Richard Hale, Barbara Kelly, Nestor Paiva und Robert J. Wilke auf.
Die Einleitung sprach in der Originalfassung Jeff Chandler.

## Synchronisation
| Rolle        | Schauspieler    | Deutscher Synchronsprecher |
| ------------ | --------------- | -------------------------- |
| Scheherazade | Yvonne De Carlo | Tilly Lauenstein           |
| Omar         | Richard Greene  | Axel Monjé                 |
| Aladin       | Jackie Gleason  | Clemens Hasse              |
| Prinz Murad  | George Macready | Walther Suessenguth        |
| Kibar        | Carl Esmond     | Konrad Wagner              |
| Sindbad      | Joe Besser      | Alfred Balthoff            |
| Yussef       | Ian MacDonald   | Otto Stoeckel              |

## Veröffentlichung
Die Premiere des Films fand am 5. August 1950 statt. In der Bundesrepublik Deutschland kam er am 16. November 1951 in die Kinos in Österreich im Januar 1952.

## Kritiken
Das Lexikon des internationalen Films schrieb: „Abenteuerfilm nach Motiven aus „1001 Nacht“, der die orientalische Märchenwelt kitschig und eintönig darstellt.“
Die Filmzeitschrift Cinema befand: „Yvonne De Carlo und Richard Greene versuchen sich eher dürftig als Traumpaar in einem Hollywood-Märchen aus 1001 Nacht. Fazit: Träumerisches Traumpaar in Traumstory.“
Der Kritiker des TV Guide sah das übliche verschwenderische arabische Abenteuermärchen, das schön anzusehen sei. Doch es sei hart, die Klischees und das vorhersehbare Drehbuch durchzusitzen.